# Agalo Mite
Agalo Mite est un woreda de la zone Kamashi de la région Benishangul-Gumuz, à l'ouest de l'Éthiopie. Il est bordé, au nord, par le Nil Bleu et, au nord-est, par la rivière Didessa.

## Démographie
Selon les estimations de 2005 de l'Agence Centrale de la Statistique éthiopienne (CSA), le woreda Agalo Mite compte 18 824 habitants (9 350 hommes et 9 474 femmes). Avec une superficie de 1 519 km2, le woreda donc a une densité de 12,4 habitants par km2.
Au recensement de 2007, le woreda a 22 774 habitants et 91 % de la population est rurale.
En 2020, sa population est estimée, par projection des taux de 2007, à 31 252 personnes.